# スターフォックス2
『スターフォックス2』(Star Fox 2) は、任天堂のゲームソフト。スターフォックスの第2作目で当初は（Star Fox II)のタイトルでスーパーファミコン用ゲームソフトとして1995年2月に発売が予定されていたが諸事情（後述）により発売中止となった。その後、長らく日の目を見る事はなかったが、2017年10月5日発売のニンテンドークラシックミニ スーパーファミコンに収録された。また、2019年12月にスーパーファミコン Nintendo Classicsにも収録された。

## 概要
本作の大きな特徴は、『スターフォックス コマンド』で使われたリアルタイムシミュレーションの要素を持っていることである。各惑星に設置された基地を破壊し、時折コーネリアに攻めてくる敵や惑星間ミサイルを倒し、アンドルフを倒す事が大きな目的である。
キャラクターに関しては、スターフォックスのメンバーにヤマネコと思われる「ミュウ」と、たれ耳の白いイヌと思われる「フェイ」の女性2名が追加された（開発初期の段階では、新メンバーとして「フェイ」の代わりにヤギの男性と思われるキャラクターだったバージョンも存在する）ほか、敵役には「ウルフ」「ピグマ」「レオン」そして白いコウモリか猿と思われる「アルジー」の4人で構成されているスターウルフが追加されている。また、スターフォックスの各メンバーが所有する戦闘機「アーウィン」は地上だと「二足歩行」で移動する形態「ウォーカー」に変形できるようになり、地上を歩いたり水中を泳ぐことが可能になった。

## 正式発表にいたるまで
スーパーファミコン用ソフトの続編として開発されていた本作は当初、1994年11月15日と16日に東京国際見本市会場で開催された『第6回初心会ソフト展示会』にてお披露目されるタイトルのうちのひとつとして挙げられていたという。その後、1995年1月6日から4日間開催されたCESにて本作の最新画像が公開された。
初代と同様に3Dシューティングであるが、本作は全方位に動くことが可能（スターフォックス64でのオールレンジモードに相当する）。さらに操作する自機にはチャージショット（パワーブラスター）が実装されるなど、64とほぼ変わらない機能を持っている。グラフィック面でも大きな進歩が見られ、そのクオリティは高く、スーパーFXチップのメモリを倍にした新規のチップを使用することを前提としていた（例としては、アンドルフの造形が64のものに近くなっている）。
しかし開発に時間がかかり、次世代機のNINTENDO 64の発売が控えていたことから発売が見送られた。その結果、本作のプロジェクトから継承された『スターフォックス64』がシリーズ第2作目として発売される形となる。
ナムコ（後のバンダイナムコエンターテインメント）が開発した『スターフォックス アサルト』の開発中の仮題も『スターフォックス2』であった。
2017年6月27日、任天堂公式Twitterでニンテンドークラシックミニシリーズの1つ『ニンテンドークラシックミニ スーパーファミコン』が発表され、その中に本作の収録も決定し、同年10月5日に実質的な正式リリースとなった。
任天堂の広報によるとミニスーファミに収録するゲームタイトルを選ぶとき、社内で「いい機会だから」と声が上がり、当時を知る開発者からも「どこかのタイミングで復活させたい」との意見があったという。また、本作に搭載されているスーパーFXチップは技術的に他機種向けのバーチャルコンソール化が難しく、これがミニスーファミへの収録の決め手になったという。
遊びに際しては、同じく収録されているスターフォックスの最初のステージ（レベルはどちらでも可能）をクリアする事で解禁される。
公開に際して、オンラインマニュアルが他の説明書と違い特設サイトが設けられ、設定資料も合わせて公開された。
スーパーFXチップを巡る問題はソフトウェアでの解決が図られたため、2019年12月12日から『スーパーファミコン Nintendo Switch Online』（Nintendo Switchのオンラインサービス特典ソフト）で配信された。

## ストーリー
前作『スターフォックス』で大軍を率いて恒星ライラット系を危機に陥れた天才科学者Dr.アンドルフ皇帝の野望は、コーネリア軍のペパー将軍に雇われた遊撃隊「スターフォックス」に打ち砕かれた。しかしアンドルフは惑星コーネリアに復讐するべく復活を果たし、周囲の惑星を再び占拠して再びライラット系を危機に陥れる。これに対して、前作よりさらにメンバーを増やした「スターフォックス」にペパー将軍も再びアンドルフ軍掃討を依頼する。だが今回のアンドルフ軍は徹底的に惑星コーネリアに対して攻撃を仕向け、スターフォックスによる反撃よりも先にコーネリアの占拠を目論んでいる。
こうしてスターフォックスチームは、惑星コーネリアの守りという任務を常に背負いながらアンドルフ軍を倒す戦いが始まることになる。アンドルフ軍の空母や占領された惑星から、コーネリアの都市を破壊するために惑星間ミサイルや戦闘機などが続々と発射・出撃されていく中、それらの迎撃および、さらに出撃自体を食い止めるための空母破壊や惑星奪還を進めていく。一方、この動きに気づいたアンドルフは、コーネリアの都市破壊と平行して、スターフォックスチーム自体を標的にした高機能な戦闘マシンの出撃や、ならず者で構成された商売敵の遊撃隊「スターウルフ」の潜伏などを仕掛けていく。こうして、コーネリアを巡る攻防戦と同時に、アンドルフ軍とスターフォックスチームの直接対決が再び本格的に幕を開ける。
やがて、コーネリア攻防戦を制していくスターフォックスチームは、アンドルフ軍の布陣をあらかた打ち破り、コーネリアを攻撃する戦力をほぼ完全に削ぐ。彼らへ言い渡されたペパー将軍による今回最後の指令は、アンドルフ自身を打倒するために本拠地の要塞アストロポリスへと直接攻め入らせることだった。しかし、スターウルフチームのリーダーであるウルフが、他のメンバーとは別行動で本拠地を守るための最後の砦として待機していた。交戦の末に打ち倒しはしたものの、宿敵であることを宣言し、撃墜されることなく逃亡する。
ペパーの指令どおり、本拠地アストロポリスへ攻め込むスターフォックスチームを待っていたのは、スターフォックスを所詮ペパーに雇われた操り人形だと一蹴し、雇われ遊撃隊の実態を指摘するアンドルフだった。そして、戦いの末にスターフォックスが見た光景は、生身のアンドルフではなく、以前に戦った時と同じ、キューブ型のコンピューターのコアとしてのアンドルフであった。今回もアンドルフ本人を捕捉することはできなかった形だが、アンドルフ軍の最高指揮官としてのコンピューターを破壊したことで、惑星コーネリアを襲う危機は再び振り払われ、フォックスたちは爆発するアストロポリスを後にしたのだった。

## ゲームの詳細
上記でも記述したが、惑星コーネリアを守りつつ、占拠された複数の惑星を奪還し、アンドルフのいる要塞へと潜入した上でアンドルフを倒す事が目的である。逆に、アーウィンが破壊されたとき、もしくはコーネリアが占拠されたときはゲームオーバーとなる。本作はアーウィンのシールドを回復する手段が豊富に用意され、利用できるタイミングも多種多様だが、残機制ではないため一度撃破されると即ゲームオーバーになる都合上、シールド回復の必要性が高い。
難易度は、Normal・Hard・Expartの3つがある（ExpartについてはHardにおいて解禁条件を満たす必要がある）。難易度の上昇につれて、敵空母の数や占領される惑星の数が多くなっていくほか、敵機の数や性能も高まる上に、より多くのボスが登場しコーネリアの防衛と敵軍への侵攻がシビアとなる。ゲームが終了すると、通常のスコアに加えてかかった時間と道中の行動を追加スコアとして集計し、合計スコアによりクリアランクが決定される。
本作ではスターフォックスチームのメンバーが6人となっているが、ゲーム開始時に2人だけを選択する（うち片方はパートナーとして追従し、マップ上なら任意に交代可能、選ばなかった4名は登場しない）。この時、前作と同じく操作キーの設定も可能で、十字キーの上下設定および、A・B・X・Yボタンの設定を合計4パターンの中から選択する。初期設定ではこの4つのボタンの組み合わせが前作とは異なっている。
アーウィンが破壊された場合のゲームオーバーでは、一度だけ選択できるコンティニューを選ぶことで、残されたパートナーが1人だけで攻略を引き継ぐことも可能（コンティニュー不可能の場合はゲームを最初からやり直すリトライを選択するしかない）。
ゲーム進行は、任意に進行ルートを定めて惑星間を移動する「惑星移動マップパート」と、敵部隊や基地などを実際に攻略する「戦闘フィールドパート」の2つに分けられる。操作していないパートナーは、戦闘フィールドパートでリアルタイムにアドバイスをする。
システムの都合上、戦闘機の性能を除けばチームの6名全員が平等の扱いをされており、プレイヤーの選択しだいではシリーズ全体の主人公であるフォックスがアドバイス役に転じたり、会話に登場自体しないこともあり得る。

### メンバーの搭乗機体
本作は、プレイヤーが使用可能な機体「アーウィン」の性能が3種類に大別されており、標準型がフォックス（青）とファルコ（赤）、重装型がペッピー（青）とスリッピー（赤）、軽装型がミュウ（青）とフェイ（赤）となる。キャラクター名の後ろの括弧は、機体のG-ディフューザーシステムの色を示す。
また、本作ではアーウィンのシールドの表示がマス目式になっており、通常は青く表示されているマス目がダメージをある程度受けると黄色に、さらにダメージを受けると赤色に変色する。もしもマス目が赤く変色した場合はダメージを受けると次のマス目が同様に変色していき、全てのマス目が赤くなった状態でダメージを受けると撃墜される。このため、残っているマス目でシールドの残量を把握することになる（回復すれば逆に赤かったマス目が青に変色する）。

#### 基本性能と操作について
基本的に前作の仕様を踏襲している。
- ブラスター - 通常攻撃。下記のアイテムにより威力を強化する事ができる。
  - パワーブラスター - 溜め攻撃。ブラスターを射撃せずにボタンを一定時間押し続け、ゲージが満タンになってから射撃することにより、大きなダメージを与えることができる。ただしチャージ中にダメージを受けると、チャージは全て解除される（これは同じ攻撃を行う敵機にも当てはまる）。ホーミング（後述）のアイテムで性能を強化できる。
- スペシャルウェポン - ストックに制限があるが強力で、合計3種類存在する。詳細はアイテムの項目を参照。
- ブースト/ブレーキ - ボタンを押している間、自機を加減速する。本作ではいつでも使用できるほか、有効時間制限が無い。通常の交戦時は敵との距離が離れすぎないよう注意を要する仕様上、敵機を追う目的でブーストの使用に迫られることもある。
- クイックターン - L/Rボタンを押しながら移動することで素早くその方向に移動できる。機体を垂直に傾けるため、狭い地形の突破にも活用できる。
- ローリング - L/Rボタンを2回連続で押すと自機が回転。素早くその方向に移動できる他、接触した敵レーザーを跳ね返すことができる（パワーブラスターも反射可能）。機体に炎が燃え移った場合は放っておくとダメージを受け続けるため、ローリングで振り払って消火しなければならない（ウォーカー変形中でも炎は燃え移り、その場合はいったん飛行形態へ戻ってからのローリングが必要）。

本作ではウィングが下記のウォーカー形態への変形に必要なパーツになっており、破損することは無い。

#### ウォーカーについて
本作でのアーウィンは、惑星や空母などの地面がある場所に限り、戦闘機形態から主翼を足にして二足歩行を可能にした地上走行形態「ウォーカー」に変形する事ができる。戦闘機形態とウォーカー形態の切り替えはセレクトボタンで行う。ウォーカー形態では、ブラスターの破壊力が2倍に上がるほか、水中も潜れるようになる（水中で飛行形態に変形すると自動的に水上に出る）。なお、ウォーカー形態で水中に潜ると、BGMがこもった感じになるという演出もある。
ウォーカー形態での操作は独特で、十字キーは全て前後左右に移動するために使用する（押し続けると加速する）。機体の向きはそのままなので、敵に砲身を向けたまま平行移動できる。地形に激突してもダメージを受けないため、空母や基地内部といった狭所的な所で活躍させる事ができる。
機体の向きを変えるにはL/Rボタンを使用する。照準は通常だと真正面に向いたままだが、目の前に敵がいれば高度調整はオートで行われる。
また、戦闘機形態でのブレーキにあたるボタンを押すことで、地上ではジャンプが、水中では平泳ぎが可能。地上を歩くという機能上、地面に埋まったボタン式スイッチを踏んだり、横方向の押し込み式スイッチを押し込んで起動させることもできる。

#### アイテムとスペシャルウェポン
本作のアイテムは他のシリーズ作品と大きく異なり、リングやフレーム状ではなく、カプセル状になっている。特定の方法で入手できるほか、ステージに最初から設置されているものもある（一旦マップ画面に戻ることで何度でも出現する）。また強制スクロールのステージが存在せず、オールレンジステージのみとなっている為、チェックポイントの役割を果たしていたサプライサークルは登場しない。
アイテム一覧
- リペア：青い丸が描かれたカプセル。入手するとシールドを2マス分回復する。敵を倒して出現するものは、一定時間後に消滅。
- ツインブラスター：2本の並んだ白い菱形が描かれたカプセル。入手するとブラスターが一段階強化される。初代作と同様に、シングル→ツイン（タイプA）→ツイン（タイプB）の強化となる。ただし初代作とは異なり、ツイン（タイプB）の弾をこちらへ直接反射してくる敵機も登場する。
- スペシャルウェポン：後述のスペシャルウェポンを補充するカプセル。白い丸はスマートボムを、オレンジ色のSマークはスーパーシールドを、赤いハートマークはスペースリリーフをそれぞれ1個補給する。補給するとそれまで持っていたスペシャルウェポンが全て、入手したウェポンと同じものに変更される。
- 謎のメダル：外見がカプセル状ではないアイテム。入手すると、その時点での自機のダメージを完全に回復する。惑星と空母内で登場し、それぞれ所定の位置に配置されている。集めたメダルの情報はデータへセーブされる。
- ホーミングブラスター：白いHマークが書かれたカプセルで、入手するとパワーブラスターに追尾機能が追加される。ロックオンしてから射撃することで、ロックオンした敵機を追尾する。
- スイッチ：取得アイテムではなく固定のオブジェクト。惑星や空母内部の特定の場所に存在し、仕掛けを動かすのは主に橙色タイプ。他にはアイテムが入った青色タイプがある。基本的にはウォーカーで上に乗ると作動し、青色タイプは下からせり上がって中からアイテムが1つ出てくる。仕掛けを動かすタイプの詳細は後述。
- シールドスクウェア：取得アイテムではなく固定の回復装置。惑星や空母内部の特定の場所に設置された青く光る四角いパネルで、ウォーカーで乗っている間は一定時間ごとにシールドを回復し続ける。

本作では、『スターフォックス』シリーズの中で唯一（2017年現在）スマートボム以外の特殊装備が使用可能。初期状態では3個搭載されており、上記のアイテムで補給できる。ただし補給後は、使用中の機体が搭載するウェポンが全て補給した種類に変更されるため、複数種のスペシャルウェポンをストックする事はできない。最大9個までストック可能。
スペシャルウェポン一覧
- スマートボム：広範囲に爆発を起こしてダメージを与える。レーザーに比べて攻撃範囲が格段に広く、自動で爆発する前にもう一度ボタンを押す事によって、任意のタイミングでの爆破が可能。
- スーパーシールド：一定時間無敵となる（切れる前にはアラームが鳴る）。初代作のパワーシールドとは異なり、一定回数の攻撃をしのぐものではない。
- スペースリリーフ：数秒間かけてシールドを徐々に完全回復する。

#### キャラクターごとのアーウィンの性能
マップ移動時やウォーカー形態のスピードはどれも同じである。
- プロトタイプアーウィン（標準型）

どの性能も平均的であり、初期のスペシャルウェポンなどを含めて初代作のアーウィンと酷似している。
- シールドのマス数：8
- 飛行速度：平均
- パワーブラスター発射の所要時間：平均
- 初期所持スペシャルウェポン：スマートボム

- アーマードアーウィン（重装型）

初期のスペシャルウェポンやシールドの多さなど持久戦に適している。素早い敵の殲滅などには不向き。
- シールドのマス数：10
- 飛行速度：遅い
- パワーブラスター発射の所要時間：長い
- 初期所持スペシャルウェポン：スペースリリーフ

- ライトアーウィン（軽装型）

パワーブラスターの連射速度に優れるなど、素早い攻撃に特化している。その分、耐久性は劣る。
- シールドのマス数：6
- 飛行速度：早い
- パワーブラスター発射の所要時間：短い
- 初期所持スペシャルウェポン：スーパーシールド

### 惑星移動マップパート
フィールド画面では、コーネリア、アンドルフの要塞、その他6つの惑星群（メテオ・ベース、マクベス、フォーチュナ、タイタニア、エラダード、ベノム）とスターフォックスチームの母艦「マザーシップ」、コーネリアを防衛する「サテライトシステム」、アンドルフ軍の各種兵器や空母、そしてアーウィンの位置が表示される。
惑星移動マップでは、アーウィンの移動する場所を指定して進ませる。戦闘フィールド画面に移行する条件は、敵の各種兵器や空母、占拠された惑星などに接触すること。どの惑星が占領されるかはランダムで決定される（ゲームオーバー時にリトライをした場合に変更されることは無い。開発資料によると、難易度NORMALでは占領されない惑星もある）。
占拠された惑星からは、惑星間ミサイルが射出される（表示されているカウントダウンが0になると発射される）ほか、上空にスターウルフが待機していることがある。スターウルフはアーウィンを標的に出撃してくることもある。
敵の空母（キャリアー）は、一般戦闘機（ファイター）を出撃させてくるユニット。また、これ自体も基本的には常時ゆっくりとしたスピードでコーネリアを直接攻撃するために移動しており、射程圏内までコーネリアに接近すると空母自体から一定時間ごとにプラネットキャノンでの攻撃を行う。高い難易度に設定していた場合、この空母自体にストックが用意されており、初期状態では手を出すことができない。攻略を進めていくことで追加出撃してくるため、その時に破壊しに向かう必要がある。
惑星間ミサイルとファイターは出撃されるとコーネリアに向かって移動し、惑星間ミサイルはコーネリアに直撃した場合に1発、ファイターはコーネリアへ到達してから一定時間ごとに何度でも、コーネリアにダメージを与える（100パーセントになるとゲームオーバー）。キャリアーからのプラネットキャノンも同様にコーネリアへのダメージとなる。
また、アンドルフ要塞は、ウィルスやハンターという特殊な敵機を出撃させてくるユニットになっているが、最終局面にならないと進入できない。ウィルスはサテライトシステムを、ハンターはアーウィンを標的にする。
サテライトシステムは、常に反時計回りに回転しており、エネルギーが充填された状態で、砲塔が惑星間ミサイル・ファイターに向き合った場合、瞬間的・射程無制限でそれらを破壊する防衛衛星システムである。ただし、ウィルスに取り付かれた場合は逆にコーネリアを攻撃してダメージを与えてくる。この場合、プレイヤーが直接サテライトシステムに向かいウィルスを破壊する必要がある。
マザーシップは、アーウィンのシールドを回復させる事ができ、占領されていない惑星にワープする事も可能。ただし難易度EXPARTの場合、待機している惑星がイベントの進行によって再び占領されることがあり、その場合マザーシップは自動的にコーネリアへと移動する。
これらの自機や敵軍は全てタイマーを経過させながらリアルタイムで動くが、X/Yボタンを押すことにより、タイマーを停止させ、戦況をじっくりと確認することが可能。

### 戦闘フィールドパート
敵ユニットに接触すると戦闘フィールドパートに移行する。なお、戦闘中でも敵ユニットの侵攻は続き、コーネリアが攻撃された場合など逐次状況が報告される（敵侵攻およびタイマーの経過速度は、マップパートに比べて1/10に変換される）。コーネリアが受けたダメージは、ダメージを受けた直後しばらくの間のみ表示される（ポーズ画面でならいつでも確認できる）のが原則だが、コーネリアダメージが既に大きい場合は常時表示される。なお、戦闘中でもアーウィンのシールドはアイテムで回復できる。
レーダーが常時表示され、自機を中心に周囲の敵の位置などを確認できる。宇宙空間では敵機との高度差が大きくなり目標捕捉が困難になることもあるため、高度差もわかるようになっている（▪マークは低空、■マークは等高度、□マークは高空を意味する）。赤は敵（Tマークは進入目標）、黄は目標物、緑はアイテム、青はシールドスクウェアを示す。そのほかに、高度計が画面右端に表示されている。また、方眼紙のように距離がマス目で区切られており、目標物に対する距離が大きく変化した場合は、マス目そのものが3段階ズームすることにより対応する。
惑星間ミサイルやファイターなど、常に動くユニットの場合は一定時間以内に敵を全滅させる事が目的となる。一定時間が経過する・もしくは敵機がレーダーの範囲から外れるほど離れた場合は、敵を逃がしたことになる（ENEMY OUT OF RANGE!の表示が出て戦闘が強制終了する）。この場合は惑星移動パートに戻るが、戦った敵ユニットがこの時コーネリア方面に一定距離を強制移動する（コーネリアを標的にしない敵ユニットも同様）。サテライトシステムが占拠された場合は、マップ上でサテライトシステムに接触した上で取り付いたウィルスを破壊する事が目的となる。特別な目標物が存在する場合は「TARGET」表示でガイドが出る（特別な目標物がない場合も最も近い敵機に対して表示される）ほか、正確な位置は白色の○印で囲んで表示される（画面外にある場合は▷▷表記で方向を示す）。
敵戦闘機の中でも、ウルフを除く「スターウルフ」のメンバーのみの特殊行動として、惑星間ミサイルやファイターとの交戦中に限り、シンボルがアーウィンの現在位置に到達した場合、戦闘に乱入をしてくる。それ以外との交戦中やハンターの場合は、アーウィンの現在位置まで追跡はするが、乱入は行わない。
キャリアーや占拠された惑星の場合は、敵の中枢のコアを破壊するミッションとなる。キャリアーの場合は入口が開いているため直接近づけば内部に潜入できるが、惑星の場合は入口が閉じており、各所にあるスイッチを動かして開かなければ基地に潜入できない。スイッチの種類は、ウォーカーで踏んで起動させる「ボタン式」・ブラスターで回転させて表示を「○」へ合わせる「スロット式」・ウォーカーで押し込み起動させる「押し込み式」等が存在する。敵がスイッチを所持している場合もあり、その敵を撃破しなければスイッチに触れることは出来ない。惑星内で発射前の惑星間ミサイルが準備されている場合はここで破壊することも可能。
ポーズ画面を開くと、簡素に表示した全体マップを見ることが可能で、敵機の進行状況がわかるようになっている。基本的にはいつでも戦闘を放棄して惑星移動マップパートに戻ることができる。惑星間ミサイルやファイターとの交戦では撃墜したものは復帰しないが、撃墜できなかった敵機の耐久力は回復している（敵を逃がした場合とは逆に、自機がコーネリア方面に一定距離移動する）。惑星などの攻略中に脱出した場合はその攻略を最初からやり直しとなる（取得した各種アイテムも再配置される）。状況によっては、現在の戦闘を放棄してでもコーネリアを守る必要に迫られるケースもある。

## ライラット系
本作に登場する惑星、宙域は以下の通りである。
惑星コーネリア
本作では防衛目標としての登場となり、上空での交戦を除けばこの惑星で戦闘が起こることは無く、惑星内部に進入することも無い。軍事的に不利な面はシリーズのほかの作品同様であり、サテライトシステムの援護を除けばアンドルフ軍は全てスターフォックスが倒さなくてはならない。ダメージが100%になると陥落してゲームオーバー。
メテオ・ベース
元々はメテオランドという一大アミューズメントだった小惑星をアンドルフ軍が改造して軍事基地に仕立て上げた場所。夜空に覆われている点は初代作と同様だが視界の悪さはなくなっている。高難易度に設定すると基地の入口がスロット式になり、ブラスターの攻撃回数に応じて出目が回転する。
惑星ベノム
初代作での元々緑豊かな惑星だったという設定通りの環境に戻っており、昆虫が生息している。今回はアンドルフ軍の侵攻はあるが、惑星の改造は行われていない。
惑星フォーチュナ
自然環境に恵まれ太古の生物が今も生息している。今作でも、難易度によっては改造生物がアーウィンの侵攻を阻む。初代作と同様に海洋エリアが舞台となり、特に今作ではウォーカーを利用して海中を探索しながら、海底に建設された敵基地を撃破する必要がある。難易度NORMALでは使われない。
惑星マクベス
初代作では火山活動の活発な地下が舞台だったが、今作では地表が舞台となっている。しかし地表でも環境は苛酷で、一面が高温の溶岩で覆われている。ウォーカーで誤って着地してしまうとダメージを受ける。難易度NORMALでは使われない。
惑星タイタニア
初代作では太陽にさらされ続ける昼側と陽の当たらない氷雪気候の夜側に分かれているうちの夜側が舞台になっていたが、本作での舞台は地表が氷雪に覆われていない、砂漠と遺跡を中心とした環境になっている。押し込み式のスイッチや、ウォーカーの体当たりでスイッチ自体を転倒させる仕掛けなど、初代作同様のトリッキーなギミックがある。
惑星エラダード
本作にのみ登場する惑星。空が厚い暗雲に一面覆われており、多くの人工建築物が見られる機械文明の惑星。難易度設定によって、敵基地がスイッチ式なのか、バリアによるステルス技術によって護られるかが異なる。
サテライトシステム
コーネリア軍が所有する衛星兵器。マップ上での敵機迎撃は上述の通り。ウィルスに占領された場合のみ交戦の舞台となり、通常は内部に進入することは出来ない。
敵空母キャノンベトレイヤー
キャリアー。周囲を敵戦闘機が巡回し、入口にある程度接近することで内部に侵入できる。内部のコアを破壊することによって撃沈させることが可能。HARD以上の難易度だと追加で出撃してくる。長時間撃沈できなかった場合、コーネリアに向けて進軍し、プラネットキャノンの射程内まで近づくとエネルギーを充填し、コーネリアへ攻撃してくる。
その他の宙域
本作ではほとんど惑星を拠点にして敵が配置されているため、それ以外の宙域に特定の名称はつけられていない。しかしゲームの性質上、どこでも会敵の可能性がある。また、惑星近辺で交戦状態に陥った場合は惑星上空を舞台にしているという扱いになっており、この時だけは惑星コーネリアも交戦の舞台となる。
アステロイドベルト
初代作では惑星コーネリアの周囲を取り巻いていた隕石群。本作ではメテオ・ベースを中心にマップを横切るよう帯状に存在している。ここの宙域で交戦が発生した場合、小惑星が障害物として登場するため、他の宙域に比べてリスクが高くなる。
シークレットコロニー
謎のメダルを一定数集めることで出現する秘密基地。アイテムが埋蔵された青スイッチが多数設置されているほか、敵との交戦がなく、安全に補給基地として利用できる。また、ホーミングアイテムはここにしか設置されていない。
アンドルフ要塞アストロポリス
本作での最終ステージ。コーネリアに挺進してくるアンドルフ軍を全滅させると自動的にイベントが発生する。スターウルフのリーダーであるウルフとの戦いを経て、この要塞へ突入する（この段階になると惑星移動マップパートには戻れなくなる）。敵空母同様に狭隘な通路が中心となり、防衛線を突破した上でアンドルフ本体を撃破することが最終目的となる。